# Лапра
Лапра (на гръцки: Λάπρα) е бивше село в Егейска Македония, Гърция, на територията на дем Делта в административна област Централна Македония.

## География
Лапра е било разположено в Солунското поле, в областта Вардария, североизточно от Кулакия (Халастра) и югозападно от Текелиево (Синдос), в началото на така наречения Долен път, който свързва Солун с Кулакия и в миналото често е заплашен от водите на Вардар. Селото е било на левия северен бряг на канала Малък Вардар срещу Махмудово.

## История

### В Османската империя
В края на XIX век Лапра е мюсюлмански чифлик с българско население в Солунска каза на Османската империя. Александър Синве („Les Grecs de l’Empire Ottoman. Etude Statistique et Ethnographique“) в 1878 година пише, че в Лапра (Lapra), Камбанийска епархия, живеят 120 гърци. В „Етнография на вилаетите Адрианопол, Монастир и Салоника“, издадена в Константинопол в 1878 година и отразяваща статистиката на населението от 1873 Атра чифлик (Atra-Tchifliq) е показано като село с 20 домакинства и 98 жители българи. Според статистиката на Васил Кънчов („Македония. Етнография и статистика“) в 1900 година Лапра има 106 жители българи. Цялото християнско население на селото е гъркоманско под върховенството на Цариградската патриаршия – по данни на секретаря на Българската екзархия Димитър Мишев („La Macédoine et sa Population Chrétienne“) в 1905 година в Лапра (Lapra) има 80 българи патриаршисти гъркомани.
В 1906 година след голямото наводнение от Вардар според гръцки данни в Лапра има 98 жители гърци православни и цигани православни, дошли от Кулакия.
Според доклад на Димитриос Сарос от 1906 година Лапра (Λάπρα) е славяногласно село в Кулакийската епископия с 45 жители с гръцко национално съзнание.

### В Гърция
В 1913 година след Междусъюзническата война Лапра остава в Гърция. В 1913 година има 54 жители (30 мъжи и 24 жени). В 1918 година става част от кинотита Текелиево, но не фигурира в преброяването от 1920 година.